# Gustav Waldemar von Rauch
Pour les articles homonymes, voir Rauch.

Général Gustav Waldemar von Rauch, photographie de Joseph Bamberger, Francfort-sur-le-Main (de l'album photo de 1870)

Gustave Waldemar von Rauch (né le 30 janvier 1819 à Berlin et mort le 7 mai 1890 dans la même ville) est un général de cavalerie prussien.

## Biographie

### Origine
Issu de la famille noble von Rauch, ses parents sont le général d'infanterie prussien et ministre de la Guerre Gustav von Rauch et sa seconde épouse Rosalie, née von Holtzendorff (1790-1862). Rauch est un petit-fils du général de division Bonaventura von Rauch. Le maréchal de la cour Adolf von Rauch (1805-1877), la seconde épouse morganatique du frère de l'empereur Albert de Prusse Rosalie von Hohenau (1820-1879), l'écuyer en chef des empereurs allemands et des rois prussiens Fedor von Rauch (1822-1892) et le général d'infanterie Albert von Rauch (1829-1901) sont ses frères et sœurs.

### Carrière militaire
Comme son père et son grand-père, Rauch vise initialement une carrière d'officier à orientation technique. En 1836, il rejoint la brigade d'artillerie de la Garde de l'armée prussienne à Berlin en tant que canonnier, y devenant portepeefähnrich en 1837. Il est affecté ensuite à l'École combinée d'artillerie et du génie de Charlottenbourg jusqu'en 1839 et est promu sou -lieutenant en 1838.
Rauch passe ensuite dans la cavalerie. En 1841, il est transféré au 2e régiment d'uhlans de la Garde à Potsdam. En tant que premier lieutenant, il fait partie du 1er régiment d'uhlans de la Garde. En raison de son talent scientifique et technique, il est commandé de 1845 à 1847 au Bureau topographique, une subdivision de l'état-major à Berlin. En 1848, Rauch est employé comme attaché à l'ambassade de Prusse auprès de la cour de Russie à Saint-Pétersbourg.
De là, il est commandé à l'état-major général en 1852 et promu Rittmeister. Entre 1853 et 1860, Rauch sert comme officier d'état-major général, dans les premières années à l'état-major du 6e corps d'armée à Breslau puis à l'état-major de la 12e division d'infnaterie à Neisse. Avec le transfert à l'état-major général, son rang est ajusté de Rittmeister à Hauptmann. En 1856, il est promu major.
En 1860, il reçoit le commandement du 8e régiment de hussards (de) à Neuhaus. Lieutenant-colonel depuis 1861, Rauch passe à la tête du 11e régiment de hussards (de) à Düsseldorf. Là, il est promu colonel. Dans la guerre contre l'Autriche, Rauch dirige son régiment avec distinction à la bataille de Sadowa. Après cela, il dirige la 16e brigade de cavalerie à Trèves. Quelques mois plus tard, il est nommé commandant de la nouvelle 21e brigade de cavalerie à Francfort-sur-le-Main et promu général de division la même année. Son commandant divisionnaire supérieur, le général de corps d'armée Leopold Hermann von Boyen, souligne dans une évaluation de Rauch : « Le général von Rauch remplit son poste de manière louable, donne carte blanche aux commandants de régiment et sait très bien entraîner sa brigade. « Le général commandant du 11e corps d'armée, le général d'infanterie Heinrich von Plonski, a ajouté la déclaration suivante à l'évaluation du commandant de division : "Le général de division von Rauch possède de l'intelligence, de la dextérité et une grande activité, de sorte que son influence sur les subordonnés est très stimulante sans réduire leur efficacité et leur indépendance. limiter. Sécurisé devant le front, il mène ses troupes sur le terrain avec circonspection et dextérité, fait preuve d'un bon jugement et de décisions rapides. C'est un bon commandant de brigade."
Lors de la mobilisation à l'occasion de la guerre contre la France, Rauch prend le commandement de la 15e brigade de cavalerie. À sa tête, il est gravement blessé à la rotule droite et au côté gauche de l'abdomen par un obus le 16 août lors de la bataille de Vionville. Après sa guérison, il devient commandant de Francfort-sur-le-Main fin mai 1871 et lieutenant général à la mi-août 1871. En 1872, Rauch reçoit le commandement de la 9e division d'infanterie à Glogau. À cause d'une maladie, il quitte le commandement en 1879 pour être transféré en même temps aux officiers de l'armée. Avec l'attribution du caractère de général de cavalerie, Rauch est mis à disposition avec une pension. À la même époque, l'empereur Guillaume Ier le nomme chef de la gendarmerie d'État royale prussienne avec le droit de porter les insignes du service actif.
À l'occasion de son 50e anniversaire de service, Rauch reçoit le brevet de son grade en 1886. Avec l'attribution de la Grand-Croix de l'ordre de l'Aigle rouge, Rauch prend sa retraite en août 1888. Le successeur en tant que chef de la gendarmerie d'État est son frère le général d'infanterie Albert von Rauch.

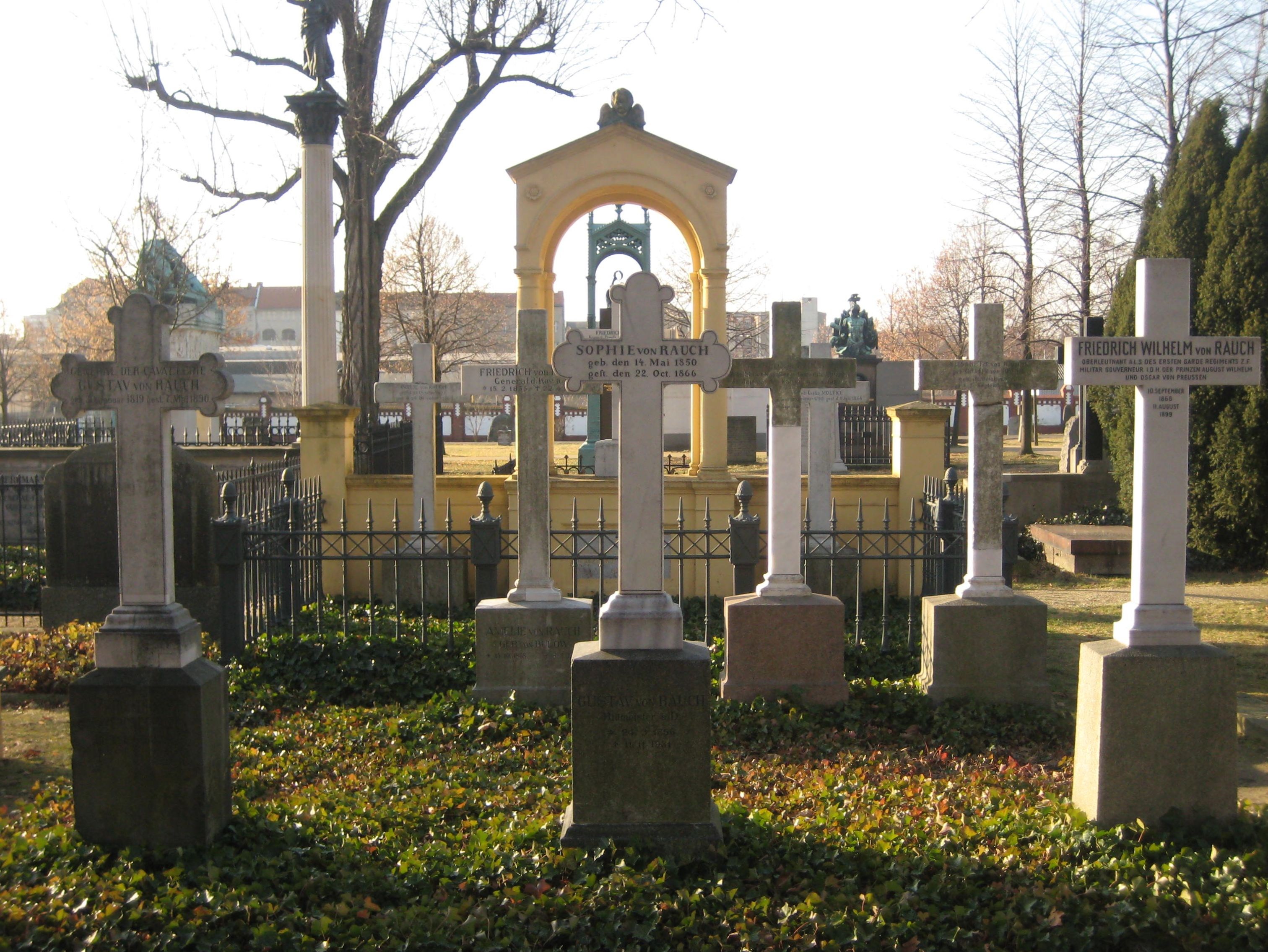
Tombe du général de cavalerie Gustav Waldemar von Rauch (avant gauche) et de sa fille Sophie von Rauch (au milieu) au cimetière des Invalides à Berlin

### Tombe au cimetière des Invalides à Berlin
Rauch est mort à Berlin en 1890. Il est enterré au cimetière des Invalides dans la tombe héréditaire des Rauchs près de la tombe d'honneur berlinoise de son père Gustav von Rauch. Sa fille Sophie von Rauch est enterrée à côté de lui. Les sépultures sont préservées.
Le lieu de sépulture de la famille von Rauch est offert par le roi de Prusse Frédéric-Guillaume IV et conçu par son architecte de cour Friedrich August Stüler.
Le complexe funéraire familial n'est qu'à quelques mètres de l'ancien mur de Berlin. Après la réunification allemande dans les années 1990, il est restauré par le Département des monuments du jardin de l'Office d'État des monuments historiques de Berlin. La restauration est financée par le gouvernement fédéral, la Fondation de la loterie allemande de Berlin et le Förderverein Invalidenfriedhof e. V

### Famille
Rauch se marie avec Polyxena von Stéritsch (1828–1859) à Saint-Pétersbourg en 1848 alors qu'il est attaché à la légation de Prusse ; elle est issue d'une famille noble russe. Le couple a trois enfants:
- Alexandre (né et mort en 1849)
- Sophie (1850-1866)
- Nikolaus (de) (1851-1904), colonel prussien et commandant de la 29e brigade de cavalerie marié en 1883 avec Maria von Bodelschwingh (de) (1860-1944), fille de l'administrateur de l'arrondissement d'Hamm (de) Ernst von Bodelschwingh (de) et de son épouse Marie, née von Bodelschwingh-Plettenberg (de)